# Bundesverband Deutscher Versicherungsmakler
Der Bundesverband Deutscher Versicherungsmakler e. V. (BDVM) ist ein Interessenverband für Versicherungsmakler.

## Geschichte
1918 gründeten Hamburger Makler den Verein Hamburger Versicherungsmakler. 1989 benannte sich der Verein erstmals in „Bundesverband Deutscher Versicherungsmakler“ (BDVM) um. Nach der Verschmelzung mit dem 1984 gegründeten Versicherungs-Makler-Verband e. V. (VMV) in München änderte der Verband im Jahre 2002 seinen Namen in Verband Deutscher Versicherungsmakler e. V. (VDVM). Seit 1. Januar 2018 – nach der Fusion mit dem Bundesverband mittelständischer Versicherungs- und Finanzmakler – trägt der Verband wieder seinem alten Namen „Bundesverband Deutscher Versicherungsmakler e. V.“.
Sitz des BDVM ist Hamburg; sieben bundesweite Regionalkreise sorgen mit verschiedenen Seminaren und Veranstaltungen im Jahr für einen Informations- und Erfahrungsaustausch in den Regionen.
Im Jahr 2018 zählte der BDVM 860 Mitgliedsunternehmen mit rund 12.000 Mitarbeitern. Der strategische Schwerpunkt der Tätigkeit der Mitglieder liegt dabei über alle Größenklassen hinweg im gewerblichen und industriellen Geschäft, das etwa 80 Prozent ausmacht. Dementsprechend haben BDVM-Mitgliedsfirmen insbesondere in den Bereichen Industrie- und Transportversicherung eine führende Stellung bei der Vermittlung und Betreuung.